# 微眉䲁
微眉䲁（學名：Microlipophrys velifer），為輻鰭魚綱鳚形目䲁科微眉䲁屬的一種，分布於東大西洋塞內加爾、維德角群島至安哥拉庫內納河海域，體長可達5.8公分，棲息在沿岸潮間帶岩石區，以藻類及小型無脊椎動物為食，雌魚產附著性卵，雄魚有護卵行為，生活習性不明。